# Bette Stephenson
Bette Stephenson, de son nom complet Bette Mildred Stephenson Pengelly, née le 31 juillet 1924 à Aurora et morte le 19 août 2019 à Richmond Hill, est une médecin et personnalité politique canadienne.
Députée à l'Assemblée législative de l'Ontario de 1975 à 1987, elle est ministre des gouvernements progressistes-conservateurs de Bill Davis et de Frank Miller.